# Benito Juárez partido
Benito Juárez egy partido (körzet) Argentínában a Buenos Aires tartományban. A fővárosa Benito Juárez. Benito Juárez mexikói elnökről kapta a nevét.

## Települések
Localidades
| - Benito Juárez - Villa Cacique - Barker | - Estación López - Tedín Uriburu |

## Népesség
| Népesség | 1.610 | 9.318    | 18.069  | 15.678  | 17.303  | 21.072  | 20.225 | 20.350 | 19.443 |
| Változás | -     | +478,75% | +93,91% | -13,23% | +10,36% | +21,78% | -4,01% | +0,61% | -4,45% |